# Projekt Warszawa 2019-2020
Questa voce raccoglie le informazioni riguardanti il Projekt Warszawa nelle competizioni ufficiali della stagione 2019-2020.

## Organigramma societario
Area direttiva
- Presidente: Bertrand Jasiński

Area tecnica
- Allenatore: Andrea Anastasi
- Allenatore in seconda: Karol Rędzioch

## Rosa
| N° | Nome              | Ruolo | Data di nascita  | Nazionalità sportiva |
| -- | ----------------- | ----- | ---------------- | -------------------- |
| 1  | Jakub Kowalczyk   | C     | 26 giugno 1986   | Polonia              |
| 2  | Bartosz Kwolek    | S     | 17 luglio 1997   | Polonia              |
| 4  | Jan Król          | O     | 23 agosto 1989   | Polonia              |
| 6  | Antoine Brizard   | P     | 22 maggio 1994   | Francia              |
| 8  | Andrzej Wrona     | C     | 27 dicembre 1988 | Polonia              |
| 9  | Patryk Niemiec    | C     | 18 febbraio 1997 | Polonia              |
| 11 | Piotr Nowakowski  | C     | 18 dicembre 1987 | Polonia              |
| 12 | Jan Kopyść        | S     | 2 dicembre 1999  | Polonia              |
| 13 | Igor Grobelny     | S     | 8 giugno 1993    | Belgio               |
| 14 | Dominik Jaglarski | L     | 20 giugno 1997   | Polonia              |
| 18 | Damian Wojtaszek  | L     | 7 settembre 1988 | Polonia              |
| 22 | Kévin Tillie      | S     | 2 novembre 1990  | Francia              |
| 23 | Artur Udrys       | O     | 18 ottobre 1990  | Bielorussia          |
| 85 | Michał Kozłowski  | P     | 16 febbraio 1985 | Polonia              |